# Elatostema ferrugineum
Elatostema ferrugineum är en nässelväxtart som först beskrevs av Elmer Drew Merrill, och fick sitt nu gällande namn av Wen Tsai Wang. Elatostema ferrugineum ingår i släktet Elatostema och familjen nässelväxter. Inga underarter finns listade i Catalogue of Life.